# Ferrari 250 GTO
Ferrari 250 GTO ist die Bezeichnung eines Homologationsmodells von Ferrari für Rennen in der GT-Klasse. Das charakteristische Fahrzeug mit halbrunden Lufteinlässen gilt als einer der schönsten Ferraris. Alle 36 gebauten Exemplare des Sportwagens sind bis heute erhalten und zählen zu den wertvollsten Automobilen. Im Jahr 2012 wurden Fahrzeuge für 32 und 35 Mio. US-Dollar verkauft. 2013 wurde der Ferrari 250 GTO mit der Fahrgestellnummer 5111GT für 52 Mio. US-Dollar (2012 etwa 41,07 Mio. Euro) verkauft. 2014 wurde dann der Ferrari mit der Chassisnummer 3851GT von 1962, ein Unfallwagen, für 38,12 Mio. US-Dollar versteigert. Der 250 GTO mit der Fahrgestellnummer 4153, der 1964 die Tour de France gewann, wurde 2018 für 70 Mio. US-Dollar versteigert. Ausgehend vom ehemaligen Verkaufspreis im Jahr 1962 in den Vereinigten Staaten von 18.000 US-Dollar (etwa 72.000 DM, kaufkraftbereinigt in heutiger Währung etwa 148.911 Euro) hat dieser Ferrari-Typ also eine extreme Wertsteigerung erfahren.

## Entwicklungsgeschichte (1961–1964)

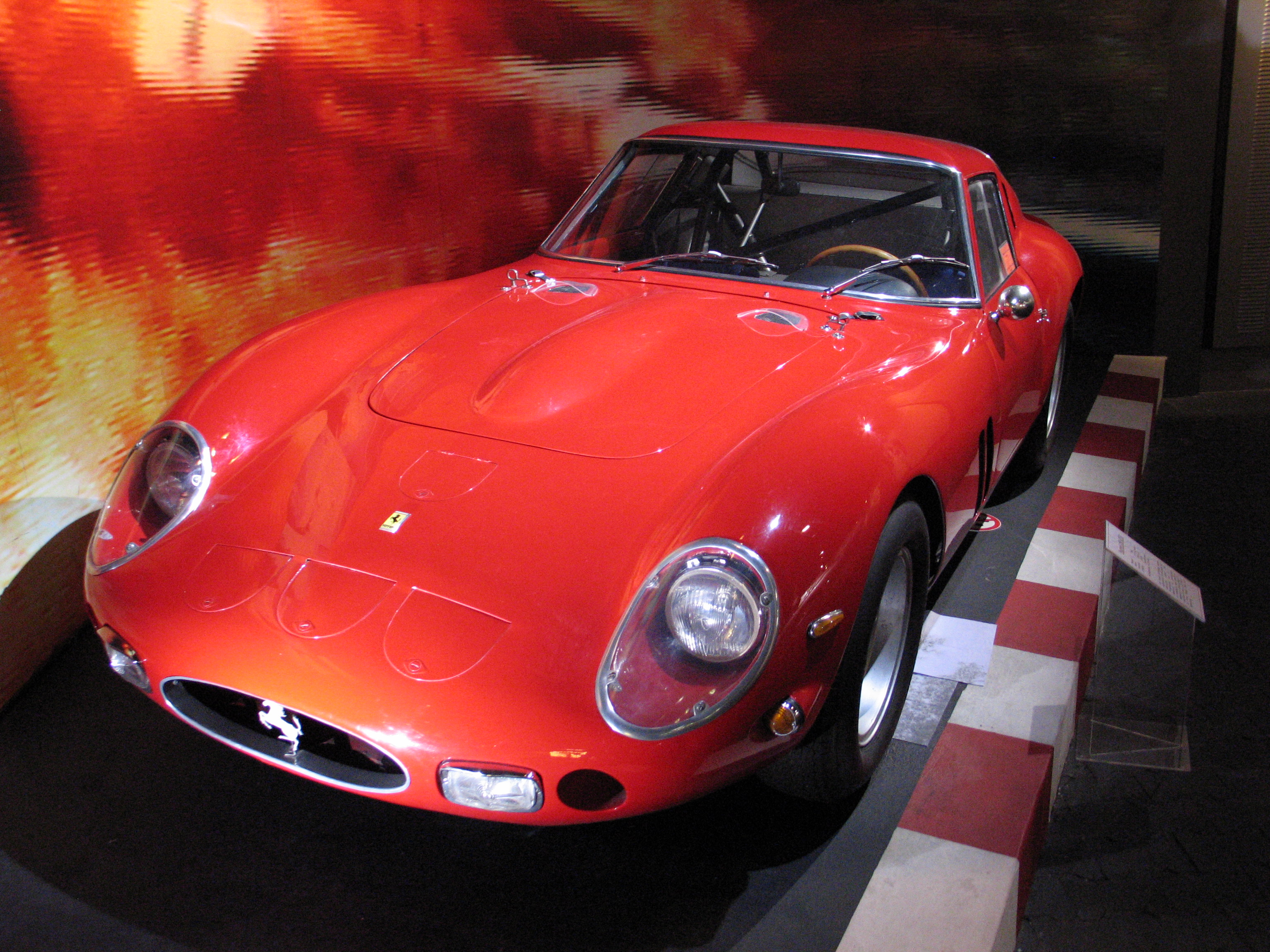
Ferrari 250 GTO

Der 250 GTO war die Weiterentwicklung der 250 GT-Serie zu einem Wettbewerbsfahrzeug in der Gran-Turismo-Kategorie. Es entstand ein Rennwagen mit Straßenzulassung, mit dem die Fahrer oft zu ihren Rennen auf eigener Achse anreisten. Die Basis für den 250 GTO bildete das Modell Ferrari 250 GT Berlinetta SWB. SWB bedeutet short wheelbase (kurzer Radstand). GTO ist die Abkürzung für Gran Turismo Omologato, worunter ein Homologationsmodell zu verstehen ist. Die 250 in der Typbezeichnung steht für den Hubraum in Kubikzentimeter pro Zylinder. Ferrari präsentierte das Fahrzeug erstmals im Rahmen der alljährlichen Vorsaison-Pressekonferenz im Januar 1962 in Maranello.

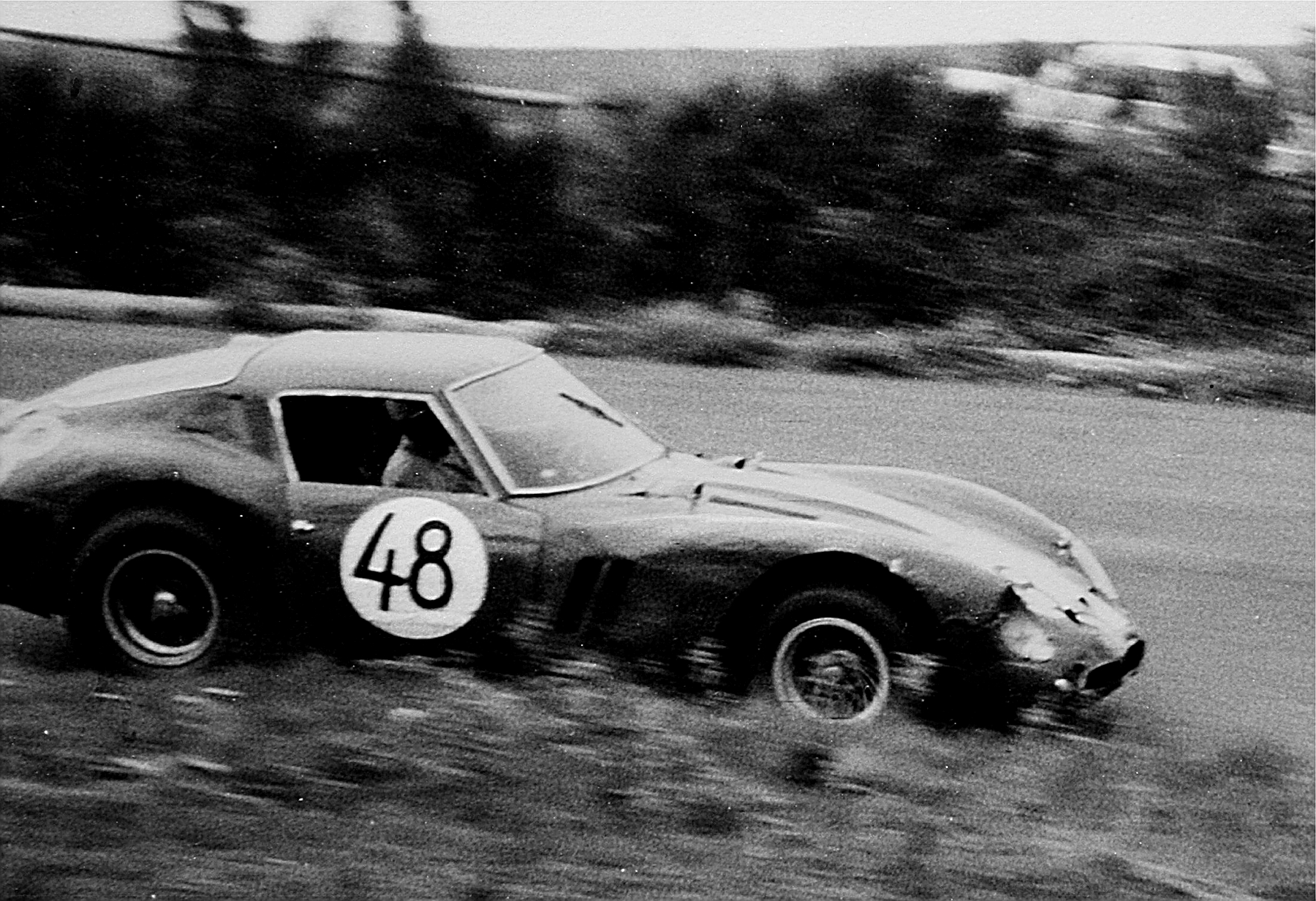
Ferrari 250 GTO mit Kalman von Csazy beim 1000-km-Rennen 1963 auf dem Nürburgring

Die Entwicklung des GTO unterstand ursprünglich dem damaligen Ferrari-Chefingenieur Giotto Bizzarrini und wurde bei Scaglietti durchgeführt, wo fast alle Fahrzeuge später auch gebaut wurden. Nachdem Bizzarrini Ferrari 1962 verlassen hatte, entwickelten sein Nachfolger Mauro Forghieri und Scaglietti das 1963er Modell weiter. Die auffälligste Änderung im Vergleich zur Ausgangsbasis 250 GT Berlinetta „SWB“ war die völlig neu gestaltete Front. Die hinteren Kotflügel wurden breiter und länger, ebenso der hintere Überhang. Im Gegensatz zum ersten Prototyp erhielten alle späteren Exemplare eine aufgenietete Abrisskante am Heck, damals eine aerodynamische Neuerung. All diese Änderungen waren das Ergebnis zahlreicher Versuche, die unter anderem im Windkanal der Universität von Pisa durchgeführt wurden. Nie zuvor wurde bei einem GT-Rennwagen so viel Aufwand in die aerodynamische Gestaltung investiert.
Die hintere Starrachse des 250 GT Berlinetta „SWB“ musste beibehalten werden, sie wurde jedoch nicht mehr von den Blattfedern, sondern an parallelen Längslenkern und einem Watt-Gestänge geführt. Als Motor diente der bewährte Tipo 168/62 3.0 L V12 aus dem 250 Testa Rossa. Der Innenraum des 250 GTO ist äußerst spartanisch ausgestattet – ein Tribut an geringes Gewicht, das in Verbindung mit fast 300 PS (221 kW) Leistung und geringem Luftwiderstand auf langen Geraden den GTO bis zu 280 km/h schnell machte.
Die Erfolge des 250 GTO waren beeindruckend, es gab Siege bei den 12 Stunden von Sebring, der Targa-Florio, den 1000 km von Spa-Francorchamps und in Le Mans, wo man 1962 und 1963 zusätzlich Zweiter wurde und die GT-Wertung gewann.

## Versionen des Fahrzeuges

### Ferrari 250 GTO Serie I und Ferrari 330 GTO

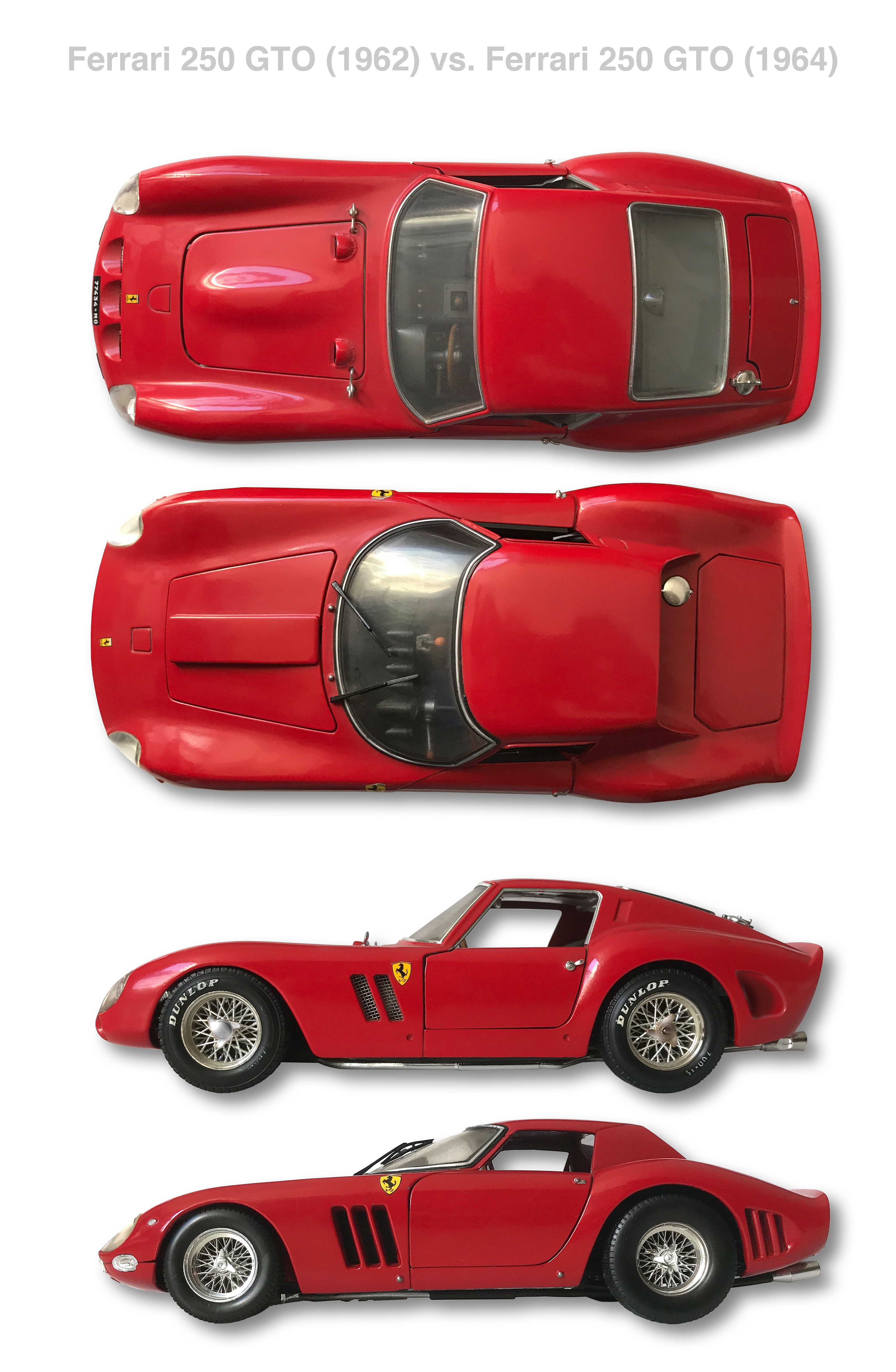
Unterschiede in den Karosseriekonturen der beiden Versionen

In den Jahren 1962 und 1963 wurden 32 Exemplare der sogenannten Serie I hergestellt, deren Karosserie-Ursprung dem 250 GT Berlinetta „SWB“ entstammte. 29 davon waren 250 GTO mit 3 Liter Hubraum. Drei jedoch hatten einen 4-Liter-Motor mit 3967 cm³ Hubraum und 390 PS (287 kW) bei 7000/min. Man erkannte sie an der großen, geschlossenen Auswölbung auf der Motorhaube.

### Ferrari 250 GTO Serie II (GTO ’64)

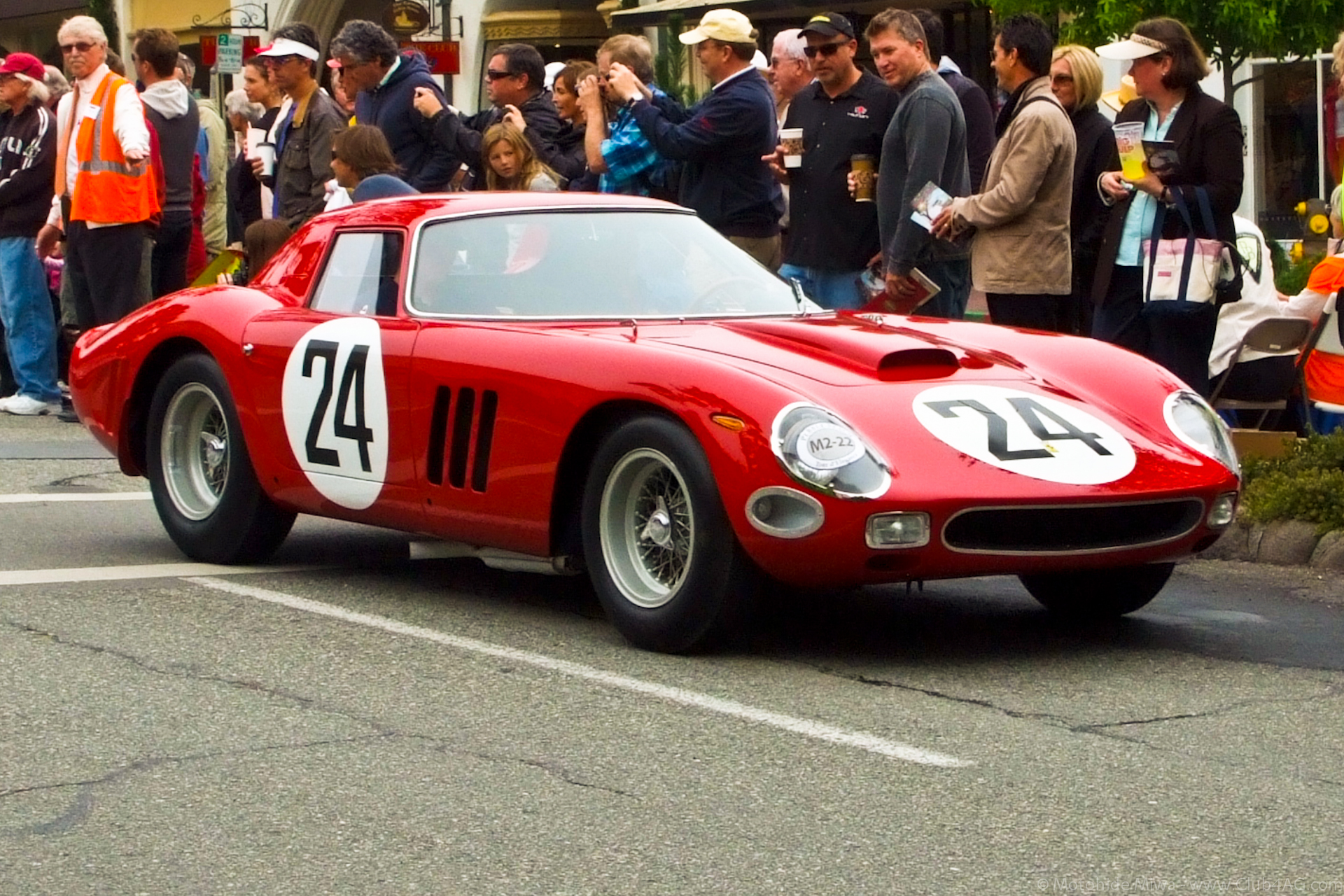
Ferrari 250 GTO Serie II

Für die Saison 1964 wurden drei völlig neue Fahrzeuge gebaut. Sie erhielten ein neu gestaltetes Dach, die Nase und das Heck wurden stark überarbeitet und sie erhielten breitere Felgen und Reifen. Vier weitere Serie-I-Fahrzeuge wurde auf Serie II rekarossiert.

### Fahrgestellnummern
Zwischen 3223GT und 5575GT; davon 330 GTO: 4561GT, 3765GT, 3673GT; GTO ’64: 3729GT, 3589GT, 3869GT, 3647GT, 4399GT, 3505GT, 4491GT (nur die drei letzten sind „echte“ 64-er).

## Technische Daten

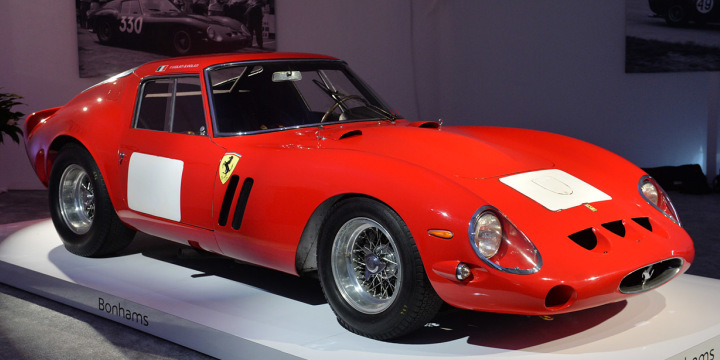
Der charakteristische 250-GTO-Luftauslass

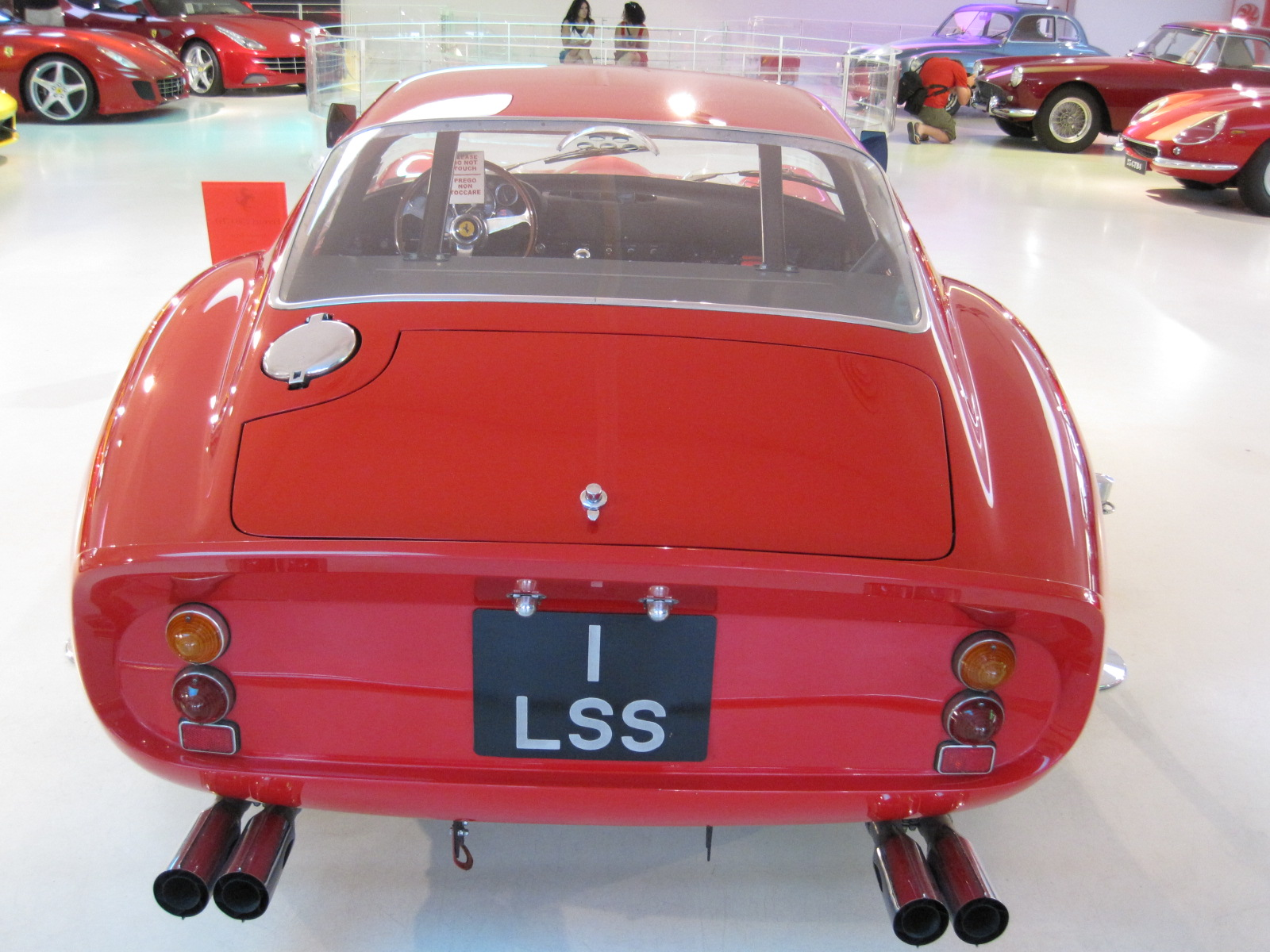
Heckansicht

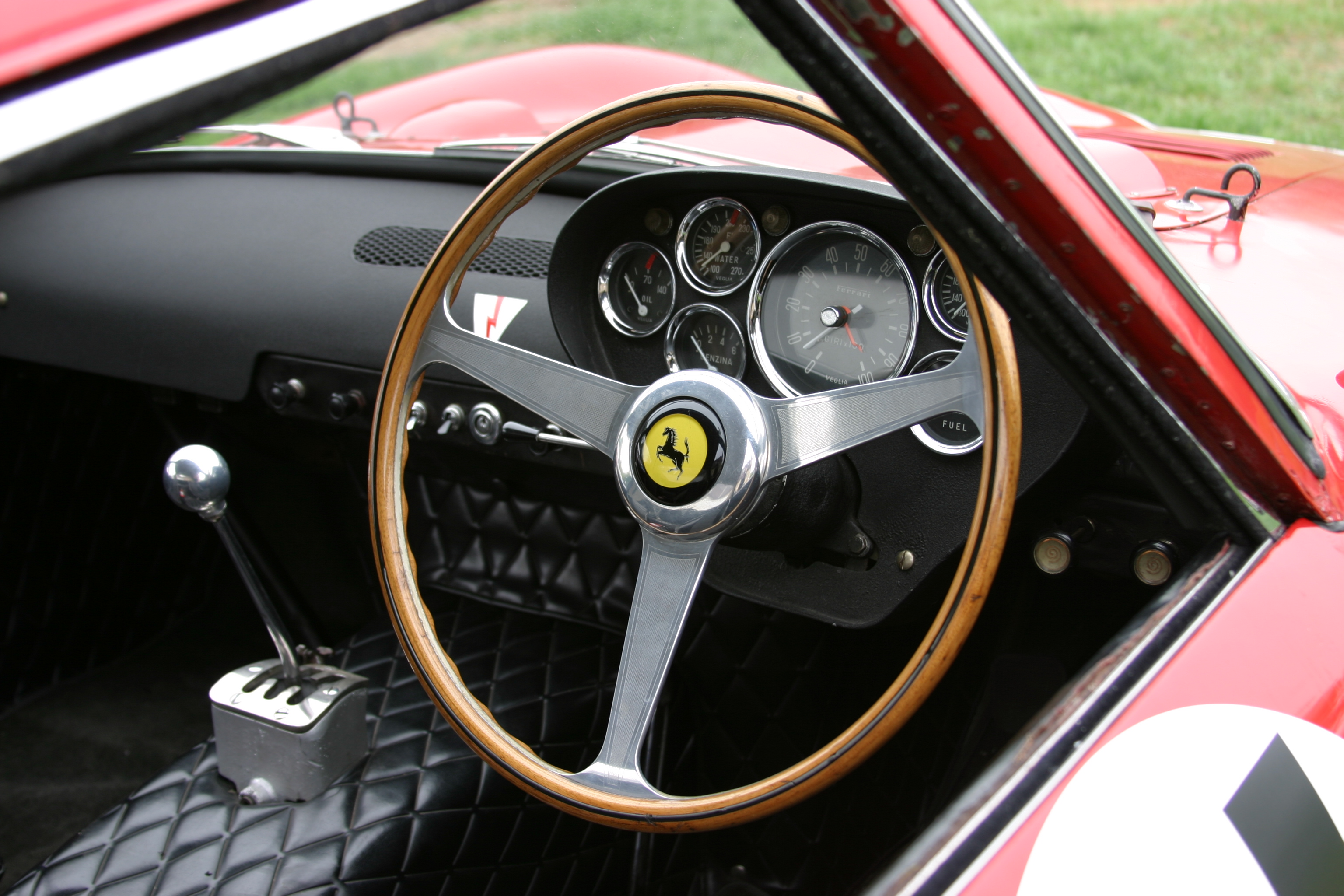
Interior des Automobils

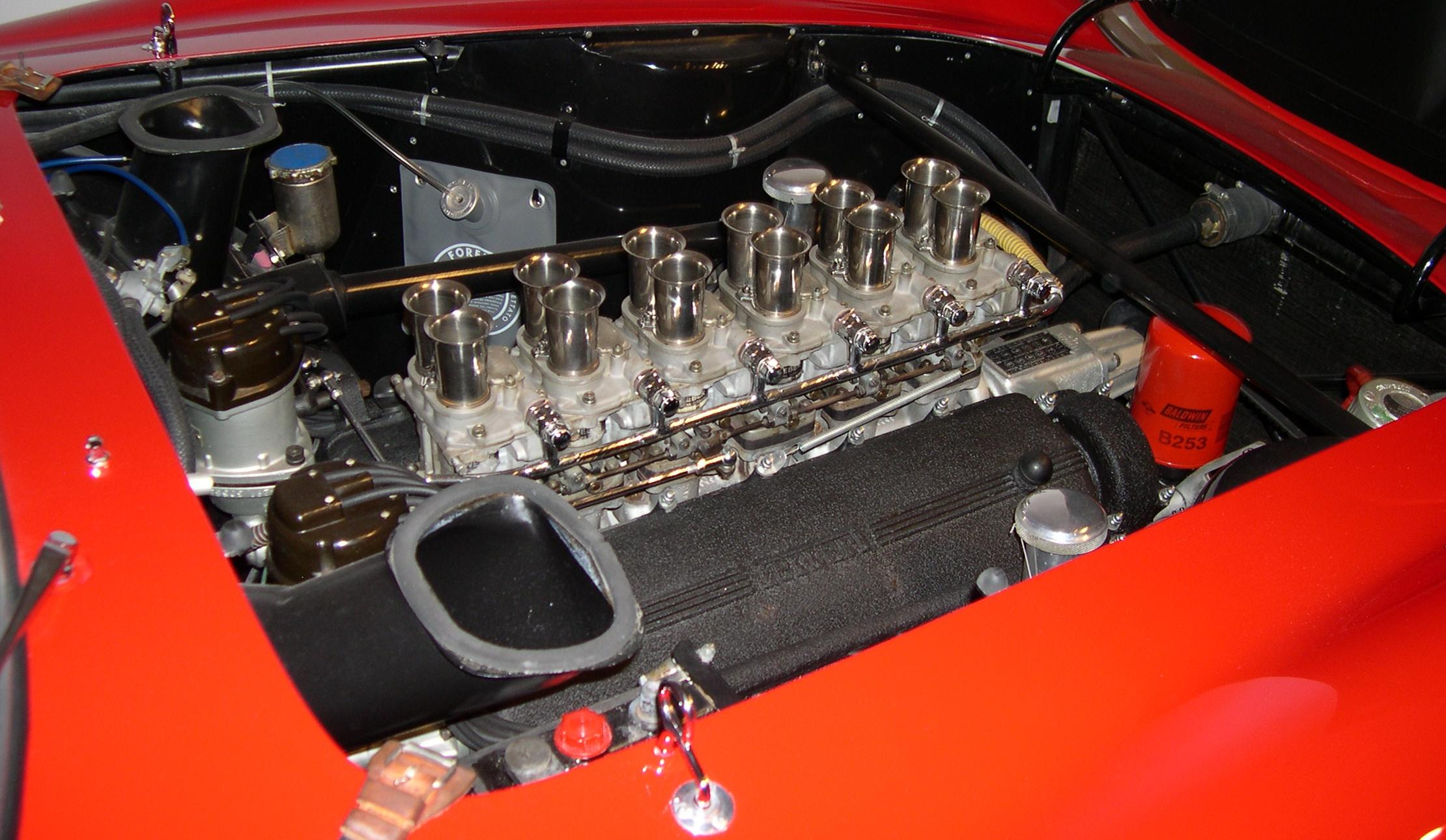
Der Tipo 168/62 V12-Motor

| Ferrari 250 GTO           | Daten |
| Motor                     | V12 60°, vorne längs, Trockensumpfschmierung, Motorblock aus Aluguss mit Grauguss-Zylinderlaufbuchsen                     |
| Verdichtung               | 9,8 : 1 |
| Bohrung/Hub               | 73 mm × 58,8 mm |
| Hubraum                   | 2953 cm³ |
| Leistung                  | 217 kW (297 PS) bei 7400/min                                                                                              |
| Max. Drehmoment           | 343 Nm bei 5500/min |
| Ventilsteuerung           | 1 obenliegende Nockenwelle je Zylinderreihe, durch Kette angetrieben                                                      |
| Vergaser                  | 6 Weber-Doppelvergaser 38 DCN                                                                                             |
| Kraftübertragung          | Fünfgangschaltgetriebe, synchronisiert, Einscheibenkupplung (Hinterradantrieb)                                            |
| Chassis                   | Rohrrahmen aus Stahl |
| Karosserie                | Aluminiumaufbau (Coupé)                                                                                                   |
| Radaufhängung             | doppelte Dreiecklenker und Schraubenfedern vorn, Starrachse mit Halbelliptikfedern, Watt-Gestänge und Längslenkern hinten |
| Lenkung                   | Schnecke und Rolle |
| Radstand                  | 2400 mm |
| Abmessungen (L × B × H)   | 4325 mm × 1600 mm × 1210 mm                                                                                               |
| Trockengewicht            | 900 kg |
| Räder                     | Borrani-Speichenräder 15″                                                                                                 |
| Bereifung                 | 6,00 × 15 vorn, 7,00 × 15 hinten                                                                                          |
| Bremsen                   | hydraulisch betätigte Scheibenbremsen vorn und hinten                                                                     |
| Höchstgeschwindigkeit     | 250 km/h |
| Beschleunigung 0–100 km/h | 5,6 s |

## Liste der Automobile
| Nummer | Farbe       | Eigentümer                        | Ort                      | Letzter Preis                   | Bemerkungen |
| ------ | ----------- | --------------------------------- | ------------------------ | ------------------------------- | --- |
| 3223GT | rot         | Joseph M. Barone and Vanessa Wong | PA, USA                  | 10,6 Mio. US$ (2004)            | |
| 3387GT | blau        | Bernard Carl                      | Washington DC, USA       |                                 | |
| 3413GT | rot         | Gregory Whitten                   | Medina WA, USA           | 7,0 Mio. US$ (2000)             | |
| 3445GT | blau/gelb   | Christopher E. Cox                | Chapel Hill, NC, USA     |                                 | verunfallt 2012 |
| 3451GT | rot         | Lawrence Stroll                   | Montreal, CDN            |                                 | |
| 3505GT | grün        | Craig McCaw                       | Santa Barbara, CA, USA   | 35 Mio. US$ (2012)              | |
| 3527GT | rot         | Baron Irvine Laidlaw              | Manchester, GBR          |                                 | |
| 3589GT | d’blau/weiß | Engelbert Stieger                 | Teufen, CH               | 4,2 Mio. US$ (1988)             | 1999 verunfallt in Spa; siehe auch Trivia |
| 3607GT | rot         | S. Robson Walton                  | Bentonville, AR, USA     |                                 | |
| 3647GT | rot         | James McNeil Jr.                  | Staten Island, NY, USA   |                                 | |
| 3705GT | rot         | Ed Davies                         | Coral Gables, FL, USA    |                                 | |
| 3729GT | weiß/rot    | Jon Shirley                       | Medina, WA, USA          | 6 Mio. US$ (1998)               | |
| 3757GT | rot         | Nick Mason                        | London, GBR              | 35.000 £ (1977)                 | Vorbesitzer Jacques Swaters, 3. Platz in Le Mans 1962. |
| 3765LM | rot         |                                   |                          | 51,705 Mio. US$ (2023)          | Einziger 1962er, von der Scuderia Ferrari eingesetzter 250er GTO u. einziger mit Vier-Liter-Motor; Vorbesitzer waren Jim Jaeger, ein bekannter Sammler aus Ohio (1985–2023) und der ehem. Vorsitzende des Ferrari Club of America (FCA), Fred Leydorf (1974–1985) |
| 3767GT | grün        | Anthony Bamford                   | Oakamoor, GBR            |                                 | |
| 3769GT | grau/blau   | Anthony Wang                      | NY, USA                  |                                 | |
| 3809GT | rot         | Ernesto Bertarelli                |                          |                                 | Vorbesitzer Hartmut Ibing; Pierre Sudan; Kalman von Csazy |
| 3851GT | rot         | unbekannt                         | unbekannt                | 38,1 Mio. US$ (14. August 2014) | |
| 3869GT | rot         | Giorgio Perfetti                  | Lainate, ITA             |                                 | |
| 3909GT | grau        | John Mozart                       | Palo Alto, CA, USA       | 4,0–4,5 Mio. US$ (1998)         | |
| 3943GT | rot         | Charles E. Nearburg               | Dallas, TX, USA          | 26 Mio. US$                     | |
| 3987GT | rot         | Ralph Lauren                      | Long Island, NY, USA     | 650.000 US$ (1985)              | |
| 4091GT | rot         | Peter G. Sachs                    | Stamford, CT, USA        |                                 | |
| 4115GT | rot         | Paul Vestey                       | Alresford, Hants, GBR    |                                 | |
| 4153GT | silber/gelb | David MacNeil                     | Illinois, USA            | 70 Mio. US$ (2018)              | |
| 4219GT | schwarz     | Brandon Wang                      | London, GBR              | 3,0–3,5 Mio. US$ (1993)         | |
| 4293GT | rot         | William E. „Chip“ Connor          | Incline Village, NV, USA |                                 | |
| 4399GT | rot         | Anthony Bamford                   | Oakamoor, GBR            |                                 | |
| 4491GT | grün        | Giuseppe Lucchini                 | Brescia, ITA             |                                 | |
| 4675GT | rot         | Lionshead West Collection         | USA                      | 42 Mio. US$ (2013)              | |
| 4713GT | rot         | Lulu Wang                         | Ronkonkoma, NY, USA      |                                 | |
| 4757GT | rot         | Tom Price                         | San Francisco, CA, USA   |                                 | |
| 5095GT | rot         | Carlos Hank Rhon                  | Cuauhtemoc, MEX          | 32 Mio. US$ (2012)              | |
| 5111GT | rot         | Torrota Collection                | ESP                      | 52 Mio. US$ (2013)              | |

## Trivia

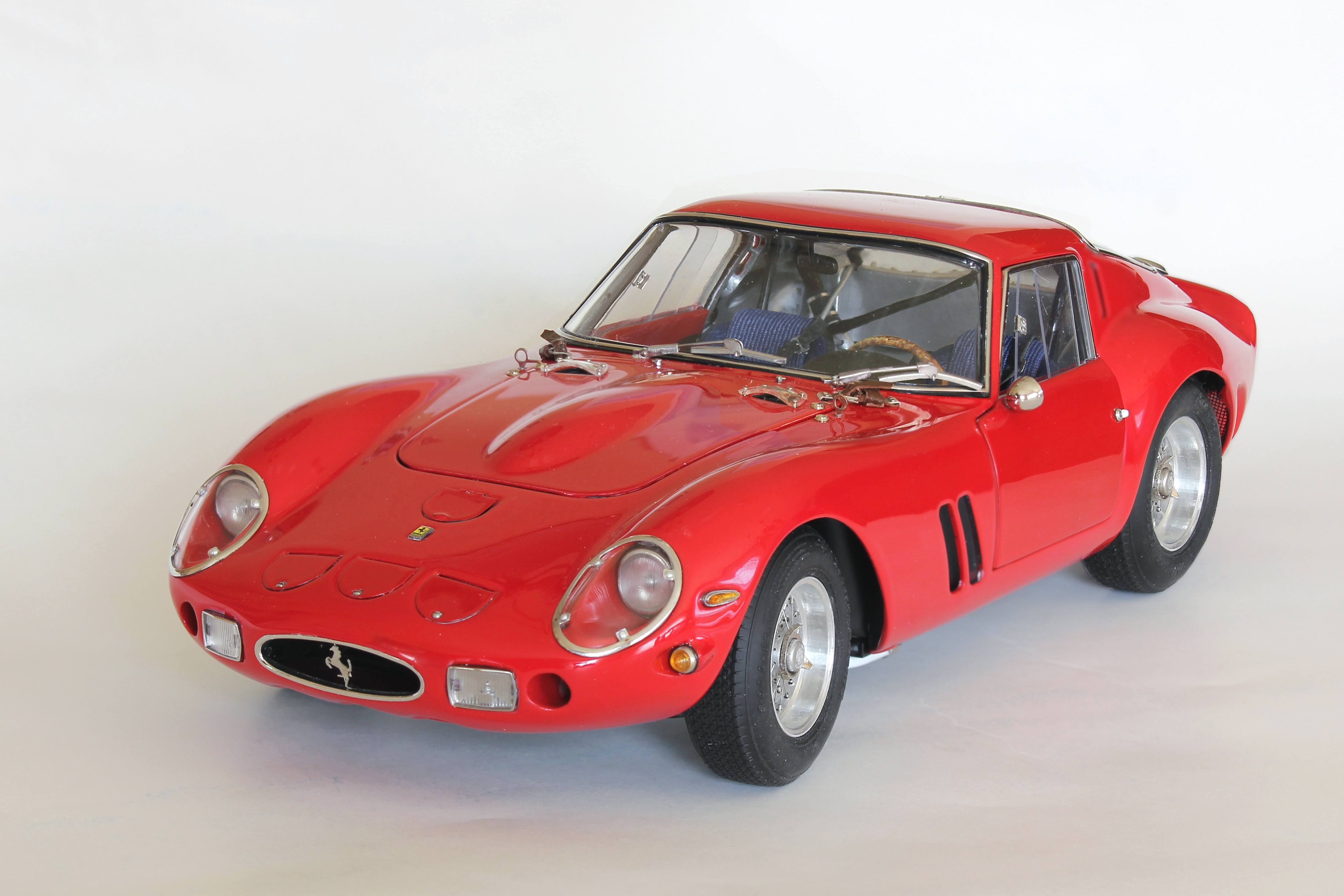
Modellauto vom Ferrari 250 GTO (CMC, Maßstab 1:18)

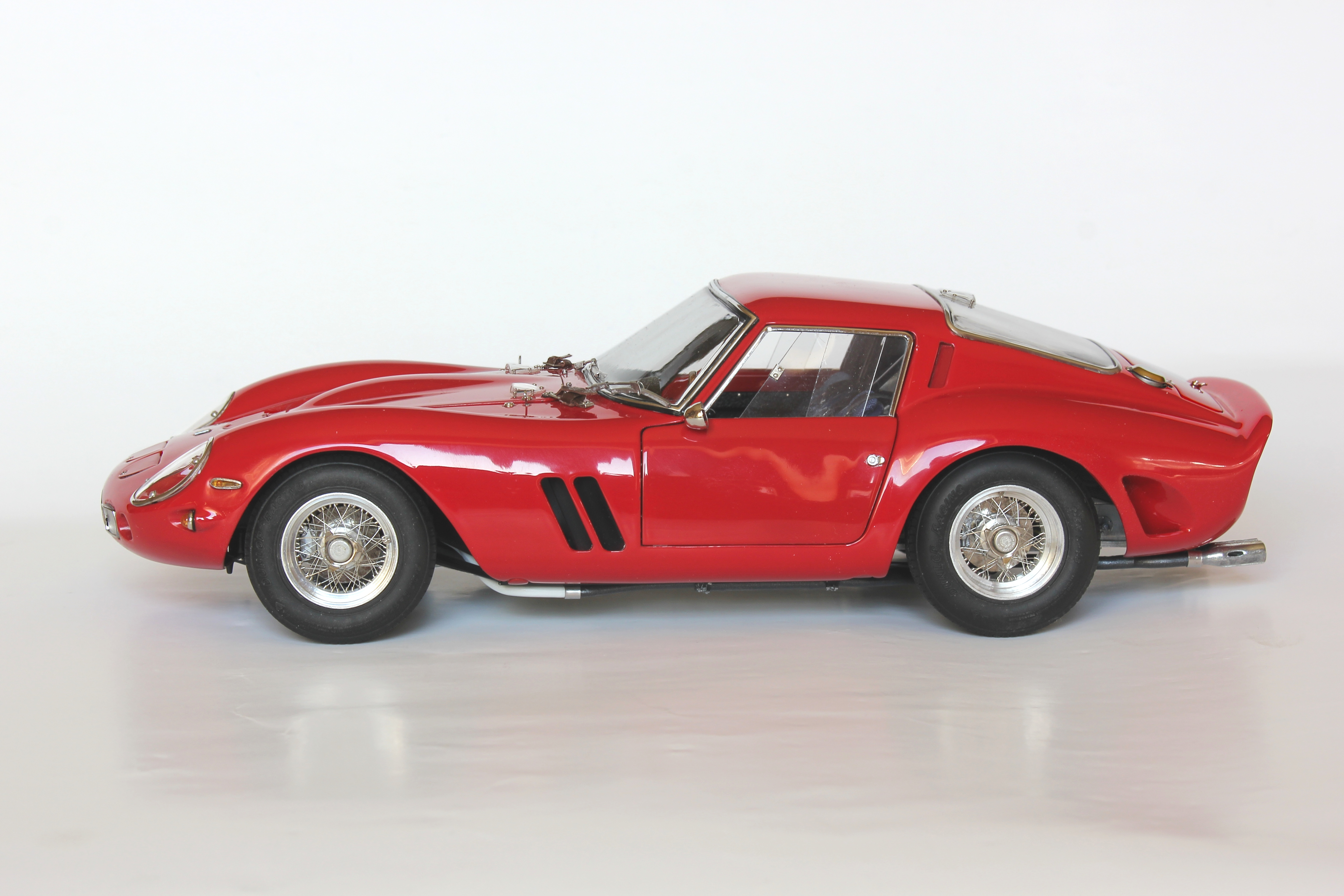
Ferrari 250 GTO (CMC-Modellauto, Maßstab 1:18)

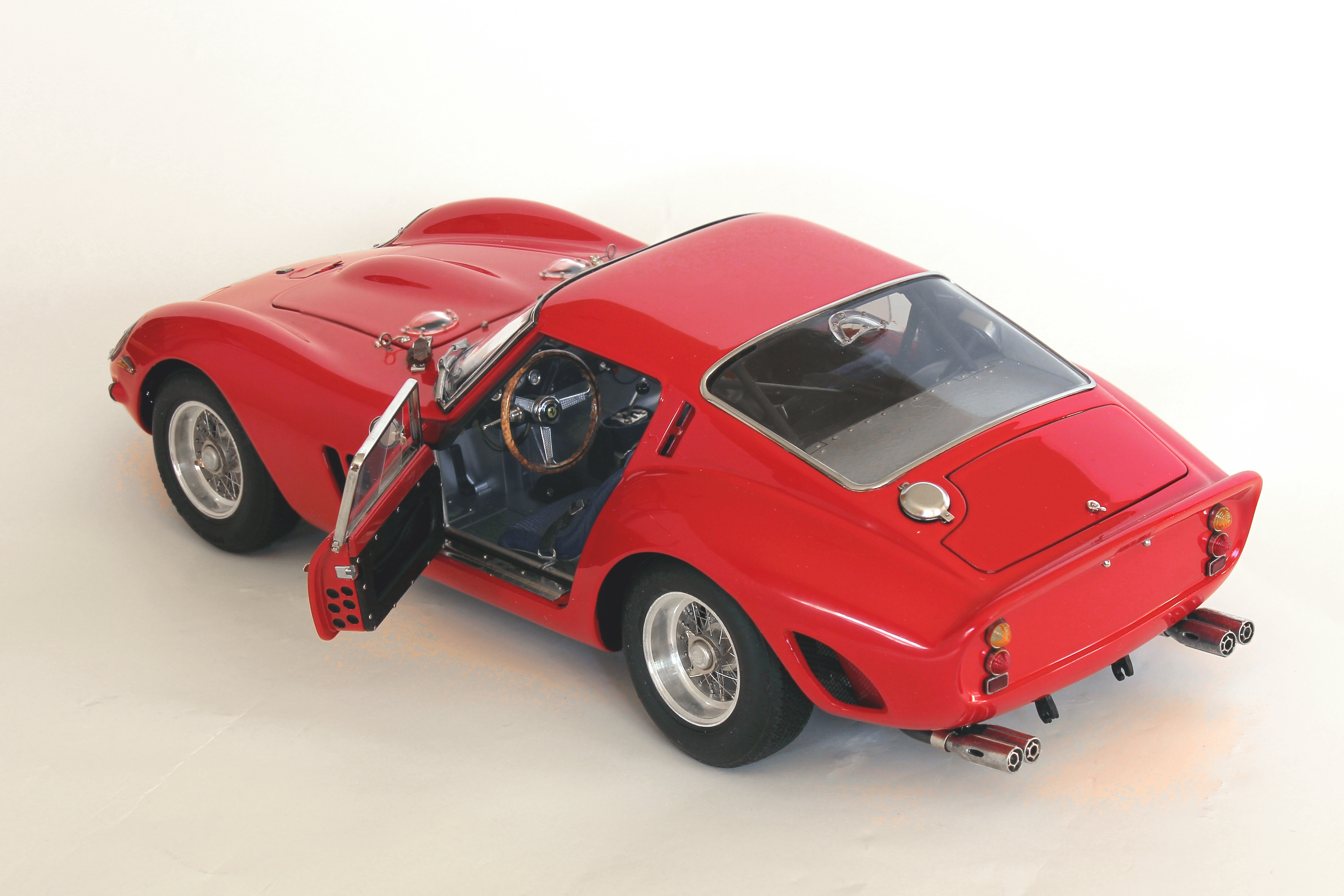
1962er Ferrari 250 GTO (CMC-Modellauto, Maßstab 1:18)

Ein besonderes Schicksal traf das Fahrzeug mit der Chassis-Nummer 3589GT. Ausgeliefert als Rechtslenker, debütierte der Wagen 1962 auf der Rennstrecke von Goodwood in Südengland. Die Erstbesitzer waren Tommy Sopwith und Ronnie Hoare. In Goodwood und bei weiteren Rennen in England, auf den Bahamas, beim 24-Stunden-Rennen in Daytona und dem 12-Stunden-Rennen in Sebring konnten verschiedene Piloten vordere Plätze mit „3589GT“ einfahren. Die letzten fünf der insgesamt 13 Rennen bestritt der Rennfahrer Innes Ireland bis März 1963 mit dem Wagen für Tom O’Connors Rosebud Racing Team.
Im darauf folgenden Jahr schenkte Teambesitzer Tom O’Connor den Wagen der High School in seinem Heimatort Victoria (Texas). Die Schule verwendete den Wagen acht Jahre bei Paraden und Shows sowie für Fahrübungen. Wegen der hohen Unterhaltskosten wurde der Wagen 1972 von der Schulleitung für 6500 US-Dollar an Joe E. Kortan verkauft. Der neue Besitzer, der damals eine Vermietung exotischer Sportwagen betrieb, holte „3589GT“ auf einem Trailer ab und brachte ihn auf sein Grundstück in Cleveland (Ohio), wo er den Trailer samt Ferrari auf einer Wiese abstellte. Obwohl bald von hohem Gras umgeben, war das Auto von außerhalb des Grundstücks zu sehen und nach ein paar Jahren wurde in Ferrari-Fankreisen bekannt, dass auf einer Wiese in Ohio ein 250 GTO stehe. Man vermutete zwar, dass es „3589GT“ sei, sicher wusste das aber niemand.
Mehrmals besuchten verschiedene Kaufinteressenten Joe Kortan, der sich aber stets weigerte, den Wagen zu verkaufen. 1982 veranstaltete der French Ferrari Owners Club ein Fest zum 20. Geburtstag des 250 GTO. Ehrengast war Innes Ireland, der den Wagen 1963 mehrfach bei Rennen pilotiert hatte. Man erzählte ihm dort, „3589GT“ stehe seit zehn Jahren auf einer Wiese in Ohio und verrotte.
Innes Ireland fuhr noch im selben Jahr zu Joe Kortan nach Cleveland. An Ort und Stelle konnte er den Wagen leicht als „3589GT“ identifizieren, obwohl das Auto in erbärmlichem Zustand war: von Hand rot angestrichen, ohne Fenster in den Türen, der Innenraum voller Laub und Müll. Viele Teile fehlten, aber die platten Reifen stellten sich als die 19 Jahre alten originalen Dunlop-Rennreifen heraus, auf denen Ireland sein letztes Rennen mit dem 250 GTO in Daytona gefahren war. Ireland versuchte vergeblich das Fahrzeug zu kaufen; zwei Zugeständnisse von Kortan erhielt er jedoch: den Wagen unterzustellen, um den weiteren Verfall zu verzögern, und ihn als ersten anzurufen, wenn er den Wagen doch verkaufen wollte. An das erste Versprechen hielt sich Joe Kortan, verkaufte den 250 GTO jedoch 1986 an Frank Gallogley aus Englewood Cliffs, New Jersey für eine nicht bekannte Summe. Gallogley zerlegte das Auto und verkaufte es nach etwa zwei Jahren für 4,2 Millionen US-Dollar an Engelbert Stieger in die Schweiz.
Dort wurde „3589GT“ bei der Sportgarage Leirer in enger Zusammenarbeit mit dem Ferrari-Werk in Maranello mit einem Aufwand von etwa 2500 Arbeitsstunden neu aufgebaut. Dabei wurde eine komplett neue Aluminium-Außenhaut angefertigt, denn die originale war derart beschädigt, dass eine fachgerechte Instandsetzung als unvernünftig beurteilt wurde. Die Originalkarosserie wurde völlig entlackt und blankgelegt. Sie ist heute zusammen mit dem restaurierten Fahrzeug in der Turning Wheel Collection in St. Gallen ausgestellt. Das Ausstellungsstück zeigt eindrucksvoll, was traditionelle Spengler bei Scaglietti aus Aluminiumblechen herstellen konnten. Das fertig restaurierte Auto wurde der Öffentlichkeit erstmals 1990 beim Pebble Beach Concours d’Elegance präsentiert. Im Sommer des gleichen Jahres bot man Innes Ireland an, „seinen“ ehemaligen Rennwagen noch einmal zu fahren. Für das amerikanische Magazin Road & Track berichtete er von diesem Tag und den früheren Erlebnissen mit diesem Fahrzeug.

## Wertsteigerung
Die Wertsteigerung vom ersten Kaufpreis zum Rekord-Versteigerungserlös beläuft sich in der Zeit von 1962 bis 2018 auf das 3888fache (70.000.000 US-$ / 18.000 US-$) und somit auf durchschnittlich 15,9 Prozent pro Jahr. 
Diese Wertsteigerung kann jedoch wegen der laufenden Unterhaltskosten eines Kfz nicht mit einer Anlagerendite verglichen werden.